# Чербурени (Арђеш)
Чербурени (рум. Cerbureni) насеље је у Румунији у округу Арђеш у општини Ваља Јашулуј. Oпштина се налази на надморској висини од 606 m.

## Становништво
Према подацима из 2002. године у насељу је живело 594 становника, од којих су сви румунске националности.